# 马尔萨克
马尔萨克（法語：Marsac，法語發音：[maʁsak]）是法国夏朗德省的一个市镇，属于昂古莱姆区。

## 地理
马尔萨克（45°44'28"N, 0°4'41"E）面积13.34 平方千米，位于法国新阿基坦大区夏朗德省，该省份为法国西部内陆省份，北起德塞夫勒省和维埃纳省，东临上维埃纳省，东南至多尔多涅省，南至多爾多涅省，西接滨海夏朗德省。
与马尔萨克接壤的市镇（或旧市镇、城区）包括：努埃尔河畔阿涅尔、圣热尼迪耶尔萨克、万代勒。

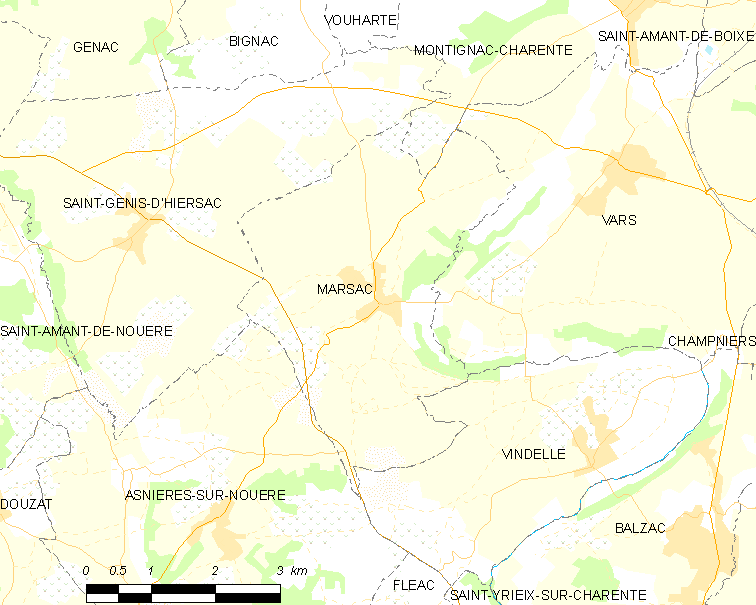
马尔萨克的OSM定位图

马尔萨克的时区为UTC+01:00、UTC+02:00（夏令时）。

## 行政
马尔萨克的邮政编码为16570，INSEE市镇编码为16210。

## 政治
马尔萨克所属的省级选区为努埃尔河谷县。

## 人口

1962-2008年间马尔萨克人口变化图示

马尔萨克于2022年1月1日时的人口数量为766人。